# Optymalizacja dla wyszukiwarek internetowych
Optymalizacja dla wyszukiwarek internetowych (ang. search engine optimization, SEO) – edycja kodu źródłowego serwisu internetowego, która ma za zadanie dostosować go do wymogów wyszukiwarek internetowych oraz wyeliminować błędy techniczne powodujące problemy z poprawnym funkcjonowaniem (optymalizacja podstawowa) i indeksowaniem strony internetowej przez roboty sieciowe (optymalizacja pod konkretne, wybrane słowa kluczowe).
Optymalizacja pod wymogi wyszukiwarek internetowych to tylko jeden z elementów procesu pozycjonowania serwisu. Obecnie pojęcia SEO i pozycjonowanie są używane zamiennie, co nie jest zgodne z prawdą, aczkolwiek spowodowane jest to upraszczaniem przedstawiania usługi pozycjonowania podczas rozmów handlowych. Zarówno SEO, jak i pozycjonowanie opierają się na ciągłym poznawaniu mechanizmów rządzących wyszukiwarkami i dostosowywaniu kodów źródłowych serwisów internetowych do aktualnych algorytmów wyszukiwarek w celu poprawienia pozycji danego serwisu w wynikach organicznych wyszukiwarki.
Proces pozycjonowania jest elementem szeroko pojętego marketingu internetowego. Rynek reklamy w wyszukiwarkach (SEO i SEM) stanowi dzisiaj ponad 32 procent wydatków na reklamę online w Polsce. Odsetek ten rośnie z roku na rok.

## Historia
Pozycjonowanie stron rozpoczęło się wraz z rozwojem pierwszych wyszukiwarek internetowych. Webmasterzy dążyli do tego, aby ich strona pojawiła się jako pierwsza w wynikach wyszukiwania dla danego zapytania. Początkowo nie było to trudne, gdyż wyniki w wyszukiwarkach opierały się na analizie słów kluczowych podanych przez autora w nagłówku strony. Później jednak, między innymi ze względu na łatwą manipulację słowami kluczowymi, wyszukiwarki zaczęły je ignorować, odwołując się bezpośrednio do treści strony.
Ewolucja wyszukiwarek wywołała ewolucję pozycjonowania przechodzącego przez wszelkie algorytmy binarne i wektorową analizę treści strony. Dopiero wyszukiwarki oparte na analizie topologii sieci, zliczające linki (takie jak Google), podniosły poziom trudności pozycjonowania stron. Zaawansowane algorytmy analizy topologii sieci wielu osobom wydawały się odporne na wszelkiego rodzaju próby manipulacji/modyfikacji SERP, jednak zjawisko Google bomb, polegające na masowym dodawaniu na stronach linku ze wskazanym przez pomysłodawcę anchor tekstem, pokazało drogę do łatwego modyfikowania indeksu.
Termin „pozycjonowanie” pojawił się około 2002 roku, wcześniej funkcjonował anglojęzyczny „web positioning”. Pierwsze powszechnie znane „polskie” Google bomb pojawiło się na przełomie 2003 i 2004 roku i polegało na linkowaniu ze słowem kluczowym „kretyn” adresu do sejmowej strony internetowej polskiego posła Andrzeja Leppera, co w efekcie dało pojawianie się wspomnianej strony na czołowych miejscach w wynikach wyszukiwania w Google dla hasła „kretyn” (zwykle jako pierwszy wynik). Akcja ta zyskała wielu naśladowców i podobne zjawiska można było zaobserwować dla innych słów i wyrażeń.
Pod koniec 2009 roku Google wprowadziło wyszukiwanie w czasie rzeczywistym (Real Time Search), polegające na przedstawianiu najaktualniejszych wyników z serwisów społecznościowych oraz mikroblogów. 19 marca 2010 roku funkcja wyszukiwania w czasie rzeczywistym została oficjalnie wdrożona do polskiej wersji wyszukiwarki Google.
Algorytm wyszukiwarki odpowiedzialny za prezentowanie wyników na odpowiednich pozycjach analizuje kilkaset najważniejszych czynników strony i ciągle ulega modyfikacjom. Najpopularniejsze aktualizacje algorytmu Google zostały określone nazewnictwem: Panda, Pingwin, Koliber, Gołąb, Mobilegeddon, RankBrain.

## Optymalizacja
Optymalizację strony podzielić można na: 
- działania związane z modyfikacją treści na witrynie (pod kątem fraz, na które zamierza się prowadzić kampanię),
- zmiany w kodzie źródłowym serwisu w celu poprawy funkcjonowania strony (optymalizacja techniczna),
- zmiany w kodzie źródłowym serwisu w celu ulokowania fraz kluczowych w odpowiednich miejscach (optymalizacja pod konkretne słowa kluczowe).

### Optymalizacja treści
W skład optymalizacji treści wchodzi m.in.:
- dopasowanie treści w tagu tytułowym,
- umieszczenie lub rozmieszczenie słów kluczowych w istniejących tekstach lub tworzenie nowych (SEO copywriting),
- tworzenie treści zgodnych z wytycznymi E-E-A-T od Google: Experience - doświadczenie, Expertise - wiedza fachowa, Authoritativeness - wiarygodność, Trust - zaufanie,
- dobór adekwatnych nagłówków,
- odpowiednie zaaranżowanie treści menu i innych elementów, wchodzących w skład linkowania wewnętrznego serwisu,
- ustawienie tekstu alternatywnego dla elementów graficznych oraz innych obiektów (np. Flash),
- odpowiednie linkowanie wewnętrzne.

Dawniej działania te ograniczały się do zmiany treści tagów <meta> Keywords i Description. Obecnie tagi <meta> Keywords nie są brane pod uwagę przy określaniu rankingu strony pod kątem pozycjonowanych słów kluczowych, a <meta> Description dostosowywany jest dynamicznie na podstawie zapytania użytkownika w wyszukiwarce oraz treści obecnej na danej witrynie.

### Optymalizacja kodu źródłowego
Działania w dużej mierze niewidoczne dla przeciętnego użytkownika strony, mające jednak wpływ na jej indeksowanie i klasyfikacje w wyszukiwarkach to np.:
- dostosowanie strony do standardów W3C,
- oddzielenia warstwy logicznej struktury dokumentu od warstwy jego prezentacji (np. poprzez zastosowanie CSS),
- poprawa czasu ładowania strony,
- rozwiązanie problemu powielonej treści, np. poprzez wskazanie wersji preferowanej za pomocą adresów kanonicznych z poziomu kodu HTML lub nagłówku HTTP dokumentu[1]; w przypadku zawartości błędnie powielonej, wykonując przekierowanie 301, czyli przekierowanie na stałe pod inny URL[2],
- zastosowanie przyjaznych adresów,
- opracowanie <meta> tagów, zwłaszcza Title oraz Description
- oznaczanie mikrodanych strukturalnych zgodnie z obowiązującymi schematami schema.org[3].
- dostosowanie do urządzeń mobilnych.

## Search engine friendly
SEF to pojęcie odnoszące się do projektowania stron internetowych w sposób, który będzie przyjazny dla wyszukiwarek w aspekcie indeksowania treści. Dotyczy między innymi jasnego i czytelnego formułowania adresów stron internetowych. SEF ma na celu eliminację niezrozumiałego kodu z odnośników stron przy jednoczesnym przekazaniu wartościowych informacji (np. słowa kluczowe) oraz ułatwienia odwiedzającemu poruszanie się po stronie i odszukanie interesujących wiadomości. SEF ma również pozytywne przełożenie na tzw. optymalizację stron pod kątem wyszukiwarek.

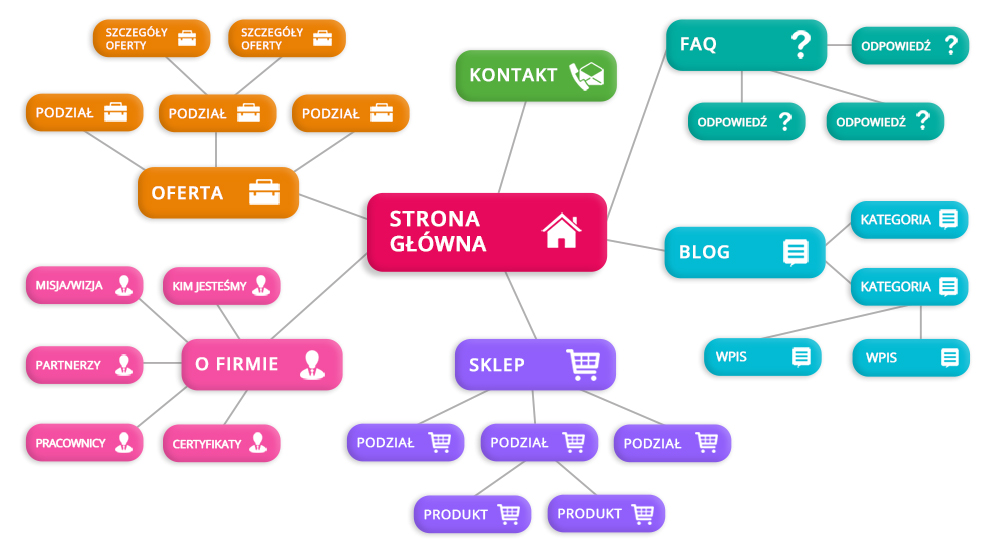
Przykładowa struktura strony przyjazna SEO i nadająca się pod pozycjonowanie.

Przykład optymalizacji dynamicznego adresu URL na przyjazny adres URL:
- przed optymalizacją:

http://przyklad.pl/index.php?option=com_content&view=article&id=1:wiadomosci&catid=1:boeing-737-szczesliwie-wyladowal-na-oceanie-spokojnym&Itemid=32
- po zastosowaniu SEF:

http://przyklad.pl/wiadomosci/zagranica/1-boeing-737-szczesliwie-wyladowal-na-oceanie-spokojnym
Jak wynika z powyższego przykładu zaletą optymalizacji adresów zgodnie z zasadami SEF może być obok większej przejrzystości, także krótszy adres internetowy.
Kierując się zasadami SEF należy również:
- dodać plik robots.txt z wytycznymi dla robotów indeksujących,
- stworzyć mapę witryny w formacie XML (sitemap.xml), zawierający odnośniki do poszczególnych podstron serwisu,
- zadbać o odpowiednie przekierowania 301 oraz 302,
- odpowiednio wdrożyć atrybut rel="canonical", odpowiadający za ochronę przed indeksacją zduplikowanej treści poprzez wskazanie treści oryginalnej,
- opisywać obrazy poprzez wypełnianie atrybutów dotyczących alternatywnego tekstu (atrybuty „alt”), wskazujące robotom indeksującym zawartość danej grafiki,
- blokować linki wychodzące (czyli kierujące użytkownika z obecnie przeglądanego serwisu do innego) poprzez dodanie do odnośników atrybut np. rel="nofollow",
- zaimplementować w kodzie źródłowym najważniejsze oznaczenie mikrodanych strukturalnych,
- zadbać o odpowiednią strukturę nagłówków typu <Hx> (gdzie „x” to liczba od 1 do 6, zgodnie z hierarchią, w której nagłówek z mniejszym numerem jest istotniejszy); zwłaszcza należy się skupić na nagłówkach <h1>-<h3>,
- zadbać o możliwość dowolnej modyfikacji treści (tytuły stron, nagłówki, treści opisów, modyfikacja i opisywanie grafik, meta-opisy) indywidualnie dla każdej podstrony optymalizowanego serwisu - w celu dokładnej optymalizacji pod wybrane słowa kluczowe,
- wdrożyć szyfrowanie transmisji danych przez HTTPS.

## Pozycjonowanie
Pozycjonowanie jest prowadzonym często równocześnie z optymalizacją strony procesem pozyskiwania odnośników z serwisów zewnętrznych, które są jednym z czynników wpływających na pozycje w wynikach wyszukiwania. Do tego procesu należy również dostosowywanie treści na konkretnych podstronach w celu ulokowania wybranych słów kluczowych, co jest niezbędne w procesie pozycjonowania. 

### Pozycjonowanie lokalne
Pozycjonowanie lokalne to strategia marketingu internetowego, której celem jest zwiększenie widoczności witryny w organicznych wynikach wyszukiwania dla zapytań związanych z określoną lokalizacją, takich jak „fryzjer męski Wrocław” czy „kwiaciarnia Warszawa – Ochota”. Jest to szczególnie istotne dla przedsiębiorstw świadczących usługi na określonym obszarze geograficznym, umożliwiając im dotarcie do potencjalnych klientów z najbliższej okolicy. 
Działania w ramach pozycjonowania lokalnego obejmują optymalizację strony internetowej pod kątem lokalnych fraz kluczowych, takich jak „mechanik Tarnowskie Góry” czy „wulkanizacja Lubin”. Ważnym elementem jest również założenie i optymalizacja profilu w usłudze Google Moja Firma, co pozwala na wyświetlanie informacji o firmie w wynikach wyszukiwania oraz na mapach Google. 
Efektywne pozycjonowanie lokalne wymaga także dbałości o spójność danych kontaktowych firmy (tzw. NAP – nazwa, adres, numer telefonu) w różnych źródłach online oraz pozyskiwania pozytywnych opinii od klientów, co wpływa na wiarygodność i pozycję firmy w lokalnych wynikach wyszukiwania.

## Pozycjonowanie aSEO
W Polsce pojęcie „pozycjonowania” odróżnia się od pojęcia SEO, które oznacza głównie działania on-site związane z optymalizacją kodu oraz częściowo treści strony. Natomiast „pozycjonowanie” określane jest jako cały proces zwiększania widoczności witryny internetowej, w skład czego wchodzi właśnie proces optymalizacji strony pod algorytmy wyszukiwarek. Na świecie „pozycjonowanie” znane jest jako web positioning, jednak często jest traktowane jako tożsame z SEO.

## Terminologia
- SERP (ang. search engine results page) – wyniki wyszukiwania w wyszukiwarce
- PR – PageRank – matematyczny algorytm stworzony przez Google, na podstawie którego obliczana jest ważność znalezionych stron dla każdego zapytania, a także liczbowy efekt działania tego algorytmu (obecnie już niestosowany)
- AT – anchor text – tekst/wyrażenie lub grafika zawarte w <a href="http://example.com/">treść odsyłacza</a>
- Content – zawartość stron/witryn: tekst, obrazki. Zasada „Content is King” – czyli najważniejsza dla pozycjonowania na stronie jest jej zawartość/treść (czyli właśnie content) nadal jest uznawana za najważniejszy czynnik rankingowy w wyszukiwarkach internetowych, co jest pośrednio potwierdzane przez firmy takie jak Google

- Duplicate content – zjawisko występowania identycznej lub bardzo podobnej treści na różnych stronach internetowych, co może prowadzić do problemów z indeksacją i rankingiem w Google. Wyróżnia się duplikację zewnętrzną (kopiowanie treści z innych witryn) oraz wewnętrzną (powielanie treści w obrębie jednej domeny), a skuteczne rozwiązania obejmują unikalne treści, optymalizację techniczną i strategię linkowania[8]
- Duplicate Content Penalties – kara za tworzenie kopii dokumentu lub podstrony; w przypadku kopii strony mówi się o mirrors strony
- IBL – Inbound links(inne języki) – liczba linków wskazujących na dany adres pliku/strony www, najlepiej z odpowiednim anchor textem
- Index/indeks stron – zbiór stron dostępnych w danej wyszukiwarce – stron zindeksowanych przez robota wyszukiwarki[9]
- Kanibalizacja – zjawisko walki kilku stron z jednej domeny o pozycje na jedną frazę kluczową
- Link exchange(inne języki) – wymiana linków jest stosowana do podniesienia IBL pomiędzy stronami o wysokim PR
- Link juice – potoczne określenie mocy linków przychodzących (właściwszy termin, coraz częściej stosowany w branży, to link equity)
- Link popularity – wartość otrzymana dla zapytania (link:adres strony)
- Naturalne linkowanie – polega na pozyskiwaniu linków przychodzących (czyli obecnych na innych stronach w sieci i wskazujących na nasz serwis) bez prowadzenia działań linkbuildingowych (czyli użytkownicy sami z własnej inicjatywy linkują do naszego serwisu)
- OBL – Outbound Links – liczba linków wskazujących na zewnętrzne adresy plików/stron www
- Pozycjoner – użytkowa nazwa funkcji, jaką pełni specjalista/konsultant ds. pozycjonowania stron WWW/SEO
- Core Update – zmiana w oprogramowaniu wyszukiwarki internetowej, odpowiadającym za sposób obliczania pozycji w wynikach wyszukiwania
- Core Web Vitals – trzy wskaźniki (LCP, FID i CLS) pozwalające na oszacowanie jakości strony w interakcji z użytkownikami (kolejno: czas ładowania, szybkość działania strony, stabilność układu strony); od sierpnia 2021 są wykorzystywane przez Google jako czynnik rankingowy[10]
- Mobile-first indexing  – zasada, według której Google indeksuje i ocenia wersję mobilną strony jako podstawową
- Site – liczba zaindeksowanych przez wyszukiwarkę podstron witryny (przykładowo - site:nazwa-domeny.pl)
- Sitemap –  plik XML zawierający listę wszystkich istotnych podstron witryny, który ułatwia robotom wyszukiwarek indeksację strony
- Breadcrumbs (ścieżka powrotu, menu okruszkowe) – jest to element nawigacyjny, wskazuje aktualną lokalizację, gdzie znajduje się użytkownik
- Google Voice Search – wyszukiwanie głosowe w Google
- Google Search Console – darmowe narzędzie Google do monitorowania stanu zaindeksowania strony; pozwala na analizę ruchu z wyszukiwarki Google (w tym podgląd wyświetleń, kliknięć oraz pozycji strony dla poszczególnych fraz), wyświetla informacje o linkach zewnętrznych prowadzących do strony oraz o stanie technicznym strony
- Black Hat SEO – zestawienie praktyk pozycjonerskich niezgodnych z wytycznymi Google[11]
- White Hat SEO – zestawienie praktyk pozycjonerskich zgodne z wytycznymi Google[11]

## Kontrowersje
Kontrowersje w pozycjonowaniu stron wynikają ze sposobów zdobywania linków prowadzących do stron – IBL oraz z nieetycznych technik stosowanych w pozycjonowaniu. Działania niezgodne z zaleceniami dla webmasterów przyjęło się nazywać spamem w wyszukiwarkach. Spam w wyszukiwarkach jest traktowany podobnie jak spam pocztowy, czyli elektroniczne wiadomości masowo rozsyłane do osób, które ich nie oczekują.
W wyszukiwarkach stworzono specjalne strony, na których można zgłaszać witryny, które stosują nieetyczne metody pozycjonowania, np. Google – Raport dotyczący spamu.

## Etyczne i nieetyczne techniki pozycjonowania
W związku z ogromnym zainteresowaniem pozycją danej strony w wyszukiwarce zaczęto stosować różnorodne metody pozycjonowania m.in. takie, których nie akceptują twórcy wyszukiwarek lub nie są zgodne z zaleceniami dla tworzących strony, gdyż „zaśmiecają” wyniki wyszukiwania. Te metody zaczęto nazywać nieetycznymi. Są to na przykład:
- Keyword stuffing, czyli duże nagromadzenie słów kluczowych, spamowanie frazami
- Słowa kluczowe niezgodne z treścią
- Ukrywanie słów kluczowych, np. użycie tekstu w kolorze tła, umieszczenie na niewidocznym elemencie lub w miejscu zwykle nieoglądanym przez użytkownika.
- Cloaking (ang. cloak – płaszcz) – serwowanie robotom wyszukiwarek (rozpoznawanych np. po adresach lub tzw. User-agent) specjalnie spreparowanej wersji strony[13].

Wykrycie stosowania takich technik może jednak przynieść odwrotny skutek – całkowitą eliminację strony z wyników wyszukiwania. Co istotne, niektóre działania mogą być stosowane nieświadomie, np. w wyniku zlecenia pozycjonowania zewnętrznej agencji, bez świadomości klienta co do metod używanych w jego imieniu. Praktyki Black Hat SEO bywają również motywowane chęcią uzyskania natychmiastowych efektów, mimo wysokiego ryzyka długofalowego spadku pozycji lub filtrów nałożonych przez wyszukiwarkę.
Należy wspomnieć, że wiele metod ułatwiających użytkownikom poruszanie się po stronie i odnajdowanie informacji może przyczynić się do poprawy wyników w wyszukiwarkach. Niektóre przykłady to:
- Wymiana linków i banerów ze stronami o podobnej tematyce, umieszczanie stron w katalogach tematycznych
- Rezygnacja z nawigacji uzależnionej od dodatkowych technologii, np. JavaScriptu, Flasha lub ramek, poprawa możliwości poruszania się po stronie, użycie mapy strony
- Usunięcie błędów (np. składniowych) z kodu strony
- Wzmocnienie semantyki znaczników używanych na stronie
- Optymalizacja kodu strony, usunięcie nadmiarowych znaczników HTML
- Dobre opisanie elementów strony, np. tytułu strony lub treści alternatywnej dla grafiki
- Czytelne opisywanie odnośników (unikanie opisów typu „tutaj” albo „kliknij” na korzyść lepiej opisujących zawartość strony, do której prowadzą)
- Stosowanie „przyjaznych” adresów (np. http://example.com/sklep/drukarki/laserowe/ zamiast http://example.com/index.php?page=236&id=32)
- Wyróżnianie (np. pogrubienie, podkreślenie) ważniejszych słów, stosowanie nagłówków

Bardzo istotne jest również optymalizowanie treści (SEO copywriting) strony tak, aby lepiej odzwierciedlała założone w fazie projektu frazy kluczowe, poprzez np. używanie słów kluczowych w mianowniku.
W odróżnieniu od nieuczciwych metod pozycjonowania, tutaj można być pewnym, że te metody będą zawsze akceptowane przez wyszukiwarki, a ich stosowanie nie spowoduje eliminacji strony z wyników wyszukiwania. Ze względu na rosnący rynek sprzedaży linków sponsorowanych pod SEO, firma Google w 2019 roku zdecydowała się na wprowadzenie nowego atrybutu rel="sponsored", który nakłada na webmasterów obowiązek informowania robota wyszukiwarki o tym, które linki są linkami sponsorowanymi (kupionymi) przez reklamodawców.